# Khoina haafi
Khoina haafi är en skalbaggsart som beskrevs av Schein 1959. Khoina haafi ingår i släktet Khoina och familjen Melolonthidae. Inga underarter finns listade i Catalogue of Life.